# Goffredo Boterel II di Penthièvre
Goffredo di Penthièvre (detto Boterel; in francese Geoffroy II Boterel; prima del 1100 – 1148) è stato un nobile francese bretone, che fu il quarto conte di Penthièvre dal 1136 fino alla sua morte.

## Origine
Goffredo, secondo la Genealogia Comitum Richemundiæ post conquestum Angliæ, era figlio del terzo Conte di Penthièvre e terzo Signore (Lord) di Richmond, Stefano I senza citare la moglie di Stefano I: Havoise di Guingamp, di cui non conosciamo gli ascendenti. Havoise di Guingamp era la madre di Goffredo II, come risulta sia dal documento n° 7 del The Honour of Richmond in cui la madre, Havoise (Haduissis comitisse) ed il figlio, Goffredo (Gaufridi comitis) controfirmano una donazione del rispettivo marito e padre Stefano I, che dal documento n° 10 del The Honour of Richmond il conte Stefano, cita la moglie, Havoise ed i tre figli, tra cui Goffredo.
Stefano I di Penthièvre, secondo la Genealogia Comitum Richemundiæ post conquestum Angliæ, era figlio del primo Conte di Penthièvre, che era stato inoltre duca reggente di Bretagna, dal 1040 al 1047, Oddone I senza citare la moglie di Oddone: Orguen o Agnese di Cornovaglia (Francia), figlia del conte di Cornovaglia, Alano "Caignard" e della moglie, Giuditta di Nantes, figlia del conte di Nantes, Judicael di Nantes, a sua volta figlio del conte di Vannes e di Nantes e duca di Bretagna Hoel I. Stefano potrebbe essere un figlio illegittimo di Oddone I, infatti documento n° DCLXXVII del Cartulaire de l´abbaye de Saint-Aubin d'Angers, tome II, redatto tra il 1056 ed il 1060 non cita Alano il Nero tra i figli di Oddone I e Orguen o Agnese di Cornovaglia (Francia), ma molto più probabilmente Stefano non venne citato perché nato in data successiva alla stesura del suddetto documento.

## Biografia
Suo padre, Stefano nel 1092 circa, era succeduto al fratello primogenito, Goffredo Boterel I, nel titolo di conte di Penthièvre, mentre, secondo la Genealogia Comitum Richemundiæ post conquestum Angliæ, era divenuto Signore (Lord) di Richmond, dopo la morte dell'altro fratello, Alano il Nero.
Goffredo, ancora secondo la Genealogia Comitum Richemundiæ post conquestum Angliæ, aveva ricevuto dal padre la signoria di Lamballe ed il governo della contea di Penthièvre e come si può notare anche dal documento n° 7 del The Honour of Richmond in cui viene citato col titolo di conte; il documento fa riferimento ad una donazione, del 1123, fatta all'abbazia di Santa Melania di Rennes dal conte Stefano, suo padre e controfirmata, oltre che da Stefano (Stephani comitis), dalla moglie, Havoise (Haduissis comitisse) e dai due figli, Goffredo (Gaufridi comitis) ed Enrico (Henrici) e non da Alano (Alanus vero qui in Anglia erat), che si trovava in Inghilterra.
Nel Domesday Descendants viene riportato che Goffredo, nel 1130, fondò l'abbazia di Bégard.
Goffredo viene ancora citato nel documento n° 10 del The Honour of Richmond che fa riferimento ad una donazione, del 1135, al priorato di Rumburgh del conte Stefano, per la propria salute e quella della moglie, Havoisei e dei tre figli, Goffredo, Alano ed Enrico.
Alla morte di suo padre, Stefano, avvenuta nel 1136, Goffredo, che era il primogenito, gli succedette come Conte di Penthièvre, il secondogenito, Alano, gli succedette come Signore (Lord) di Richmond, ottenendo dal re d'Inghilterra, Stefano di Blois, il titolo di Conte, ed infine il terzogenito, Enrico, gli succedette come Conte di Tréguier e di Guingamp.
Questa spartizione non accontentò Goffredo che ebbe a questionare coi fratelli, soprattutto con Alano Ii detto il Nero. Infatti durante la guerra per il trono d'Inghilterra, mentre Alano si era schierato a favore del re d'Inghilterra, Stefano di Blois, secondo le Gesta Stephani, Regis Anglorum et Ducis Normannorum, Goffredo si distinse come partigiano (Boterellus quidam comes Britanniæ) dell'imperatrice Matilde.
Durante la guerra civile inglese, fu in Inghilterra, ma rientrò in Bretagna, dopo la morte di suo fratello, Alano II il Nero, avvenuta nel 1146, perché la contea di Richmond, era rientrata nel possesso del re d'Inghilterra.
Secondo il Ex Chronico Britannico, Goffredo Boterel II, morì due anni dopo. A Goffredo succedette il figlio, Rivallone.

## Matrimonio e discendenza
Goffredo, secondo il Domesday Descendants si era sposato con Havoise di Dol, figlia di Giovanni I di Dol e della moglie di cui non conosciamo né il nome né gli ascendenti. Havoise a Goffredo diede un figlio:
- Rivallone[1] ( † 1154), che, nel 1148, succedette al padre come Conte di Penthièvre[1]. In un documento del Recueil d´actes inédites des ducs et princes de Bretagne, del 1152, Rivallone si definisce conte (R. Dei gratia Britannie comes), facendo una donazione all'abbazia di Santa Melania di Rennes, in suffragio delle anime dei genitori (patris mei G. et matris mee H.)[12]. Da una moglie di cui non conosciamo né il nome né gli ascendenti ebbe tre figli[7][11]:
  - Stefano II ( † 1164), come viene confermato dalla Histoire genealogique de plusieurs maisons illustres de Bretagne, era il figlio primogenito di Rivallone[13], succedette al padre come Conte di Penthièvre, nel 1154[13]. Un documento di quel periodo, redatto dal nonno Giovanni di Dol lo cita come conte (comite Stephano nepote nostro)[7]. Morì senza discendenza[13]; il Ex Chronico Britannico definendolo una persona per bene, ne riporta la morte, nel 1164, riferendo altresì che era lebbroso[14];
  - Goffredo Boterel III ( † dopo il 1204), come viene confermato dalla Histoire genealogique de plusieurs maisons illustres de Bretagne, era il figlio secondogenito di Rivallone[15], succedette al fratello, che non aveva discendenza[13], come Conte di Penthièvre[15] e come tale, si firma nei documenti del tempo (Goffridus comes de Lambalia)[16]. In data imprecisata (alcuni storici fanno riferimento al 1077, ultimo anno in cui si firma come conte, altri invece in anni successivi), secondo la Genealogia Comitum Richemundiæ post conquestum Angliæ, Goffredo cedette tutti i suoi domini ed i suoi titoli al cugino Alano[1], col consenso della sorella, Edi e dei suoi figli[1]. Secondo la Histoire genealogique de plusieurs maisons illustres de Bretagne morì senza discendenza, senza precisarne l'anno[16];
  - Edi, che sposò Goffredo di Tournemine.

## Ascendenza
|                                   |                                          |                                    | Genitori                 |  |  | Nonni |  |  | Bisnonni                     |  |  | Trisnonni           |  |
|                                   |                                          |                                    |                          |  |  |       |  |  | Goffredo I, duca di Bretagna |  |  | Conan I di Bretagna |  |
|                                   |                                          |                                    |                          |  |  |       |  |  | Goffredo I, duca di Bretagna |  |  | Conan I di Bretagna |  |
|                                   |                                          | Ermengarda d'Angiò                 |                          |  |  |       |  |  | Goffredo I, duca di Bretagna |  |  |                     |  |
| Oddone I di Penthièvre            |                                          |                                    |                          |  |  |       |  |  | Goffredo I, duca di Bretagna |  |  |                     |  |
|                                   |                                          | Havoise di Normandia               | Riccardo I di Normandia  |  |  |       |  |  |                              |  |  |                     |  |
|                                   |                                          | Havoise di Normandia               | Riccardo I di Normandia  |  |  |       |  |  |                              |  |  |                     |  |
|                                   |                                          | Havoise di Normandia               | Gunnora di Normandia     |  |  |       |  |  |                              |  |  |                     |  |
| Stefano I, conte di Penthièvre    |                                          | Havoise di Normandia               |                          |  |  |       |  |  |                              |  |  |                     |  |
|                                   |                                          | Alano, conte di Cornovaglia        | Benedetto di Cornovaglia |  |  |       |  |  |                              |  |  |                     |  |
|                                   |                                          | Alano, conte di Cornovaglia        | Benedetto di Cornovaglia |  |  |       |  |  |                              |  |  |                     |  |
|                                   |                                          | Alano, conte di Cornovaglia        | Guinodeon                |  |  |       |  |  |                              |  |  |                     |  |
| Agnese di Cornovaglia             |                                          | Alano, conte di Cornovaglia        |                          |  |  |       |  |  |                              |  |  |                     |  |
|                                   |                                          | Giuditta, contessa di Nantes       | Judicael di Nantes       |  |  |       |  |  |                              |  |  |                     |  |
|                                   |                                          | Giuditta, contessa di Nantes       | Judicael di Nantes       |  |  |       |  |  |                              |  |  |                     |  |
|                                   |                                          | Giuditta, contessa di Nantes       | …                        |  |  |       |  |  |                              |  |  |                     |  |
| Goffredo Boterel II di Penthièvre |                                          | Giuditta, contessa di Nantes       |                          |  |  |       |  |  |                              |  |  |                     |  |
|                                   | Oddone II, conte di Blois e di Champagne | Oddone I di Blois                  |                          |  |  |       |  |  |                              |  |  |                     |  |
|                                   | Oddone II, conte di Blois e di Champagne | Oddone I di Blois                  |                          |  |  |       |  |  |                              |  |  |                     |  |
|                                   | Oddone II, conte di Blois e di Champagne | Berta di Borgogna                  |                          |  |  |       |  |  |                              |  |  |                     |  |
| Tebaldo III di Blois              | Oddone II, conte di Blois e di Champagne |                                    |                          |  |  |       |  |  |                              |  |  |                     |  |
|                                   |                                          | Ermengarda d'Alvernia              | Guglielmo IV d'Alvernia  |  |  |       |  |  |                              |  |  |                     |  |
|                                   |                                          | Ermengarda d'Alvernia              | Guglielmo IV d'Alvernia  |  |  |       |  |  |                              |  |  |                     |  |
|                                   |                                          | Ermengarda d'Alvernia              | Ermengarda de Brioude    |  |  |       |  |  |                              |  |  |                     |  |
| Havoise di Blois                  |                                          | Ermengarda d'Alvernia              |                          |  |  |       |  |  |                              |  |  |                     |  |
|                                   |                                          | Raul IV, conte di Valois           | …                        |  |  |       |  |  |                              |  |  |                     |  |
|                                   |                                          | Raul IV, conte di Valois           | …                        |  |  |       |  |  |                              |  |  |                     |  |
|                                   |                                          | Raul IV, conte di Valois           | …                        |  |  |       |  |  |                              |  |  |                     |  |
| Alice di Valois                   |                                          | Raul IV, conte di Valois           |                          |  |  |       |  |  |                              |  |  |                     |  |
|                                   |                                          | Adelaide, contessa di Bar-sur-Aube | …                        |  |  |       |  |  |                              |  |  |                     |  |
|                                   |                                          | Adelaide, contessa di Bar-sur-Aube | …                        |  |  |       |  |  |                              |  |  |                     |  |
|                                   |                                          | Adelaide, contessa di Bar-sur-Aube | …                        |  |  |       |  |  |                              |  |  |                     |  |
|                                   |                                          | Adelaide, contessa di Bar-sur-Aube |                          |  |  |       |  |  |                              |  |  |                     |  |

### Fonti primarie
- (LA)  Recueil d´actes inédites des ducs et princes de Bretagne.
- (LA)  Gesta Stephani, Regis Anglorum et Ducis Normannorum.
- (LA)  Cartulaire de l'abbaye de Saint-Aubin d'Angers, tome II.
- (LA)  Rerum Gallicarum et Francicarum Scriptores, tomus XII.
- (LA)  Histoire genealogique de plusieurs maisons illustres de Bretagne.
- (LA)  Early Yorkshire Charters, IV.

### Letteratura storiografica
- Louis Halphen, "La Francia dell'XI secolo", cap. XXIV, vol. II (L'espansione islamica e la nascita dell'Europa feudale) della Storia del Mondo Medievale, 1999, pp. 770–806.
- William John Corbett, "L'evoluzione del ducato di Normandia e la conquista normanna dell'inghilterra", cap. I, vol. VI (Declino dell'impero e del papato e sviluppo degli stati nazionali) della Storia del Mondo Medievale, 1999, pp. 5–55.
- William John Corbett, "Inghilterra 1087 - 1154", cap. II, vol. VI (Declino dell'impero e del papato e sviluppo degli stati nazionali) della Storia del Mondo Medievale, 1999, pp. 56–98.